# Boulevard Piercot
Le boulevard Piercot est une artère liégeoise.

## Situation et accès
Située dans le quartier des Terrasses, le boulevard Piercot relie le quai Paul van Hoegaerden et le boulevard Frère-Orban à l'avenue Rogier et au boulevard d'Avroy. Les deux chaussées du boulevard bordent un espace central arboré.
Rues adjacentes
- Quai Paul van Hoegaerden
- Boulevard Frère-Orban
- Rue de l'Évêché
- Rue Eugène Ysaye
- Avenue Rogier
- Boulevard d'Avroy

## Origine du nom
Le boulevard porte le nom de Ferdinand Piercot, bourgmestre libéral de Liège au XIXe siècle.

## Historique

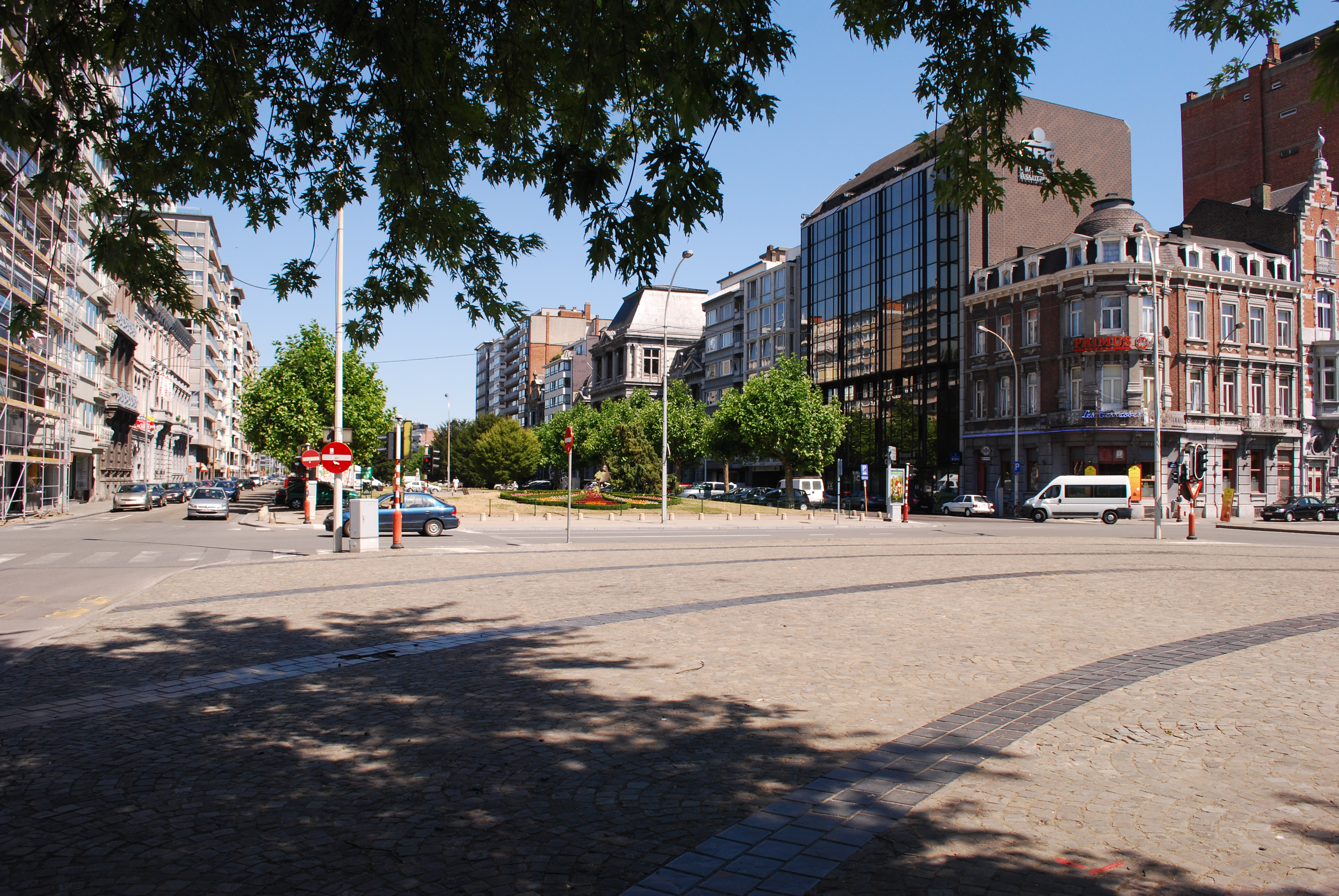
Le boulevard Piercot, vu depuis le boulevard d'Avroy ; à droite, l'angle de l'avenue Rogier

Le boulevard Piercot a été créé en 1863 par le comblement définitif du bras principal de la Meuse, lors des importants travaux de réaménagement urbain que Liège a connus à partir des années 1830. 

## Bâtiments remarquables et lieux de mémoire

### Architecture
Le boulevard est bordé principalement par des immeubles à appartements construits après la Seconde Guerre mondiale et conserve quelques immeubles datant du XIXe siècle, dont certains sont d'intéressants exemples d'architecture éclectique.
Le principal édifice est le Conservatoire de Liège, qui porte depuis 2000 le nom de Salle Philharmonique de Liège, bâtiment construit en style néorenaissance sur des plans de Louis Boonen et achevé par Laurent Demany. Il fut inauguré le 30 avril 1887 (le bâtiment et ses dépendances de la rue Forgeur abritent aujourd'hui le Conservatoire royal de Liège, la Salle philharmonique de Liège et l'Orchestre philharmonique de Liège).
- architecte C. Toussaint : n° 42 (ancien hôtel de maître, 1867).
- architecte Charles Soubre : n° 44 (ancien hôtel de maître, 1890).

### Patrimoine classé
Biens classé au Patrimoine immobilier de la Région wallonne
- Les maisons situées aux nos 42-44-46
- Le Conservatoire royal de Liège

### Œuvres d'art public

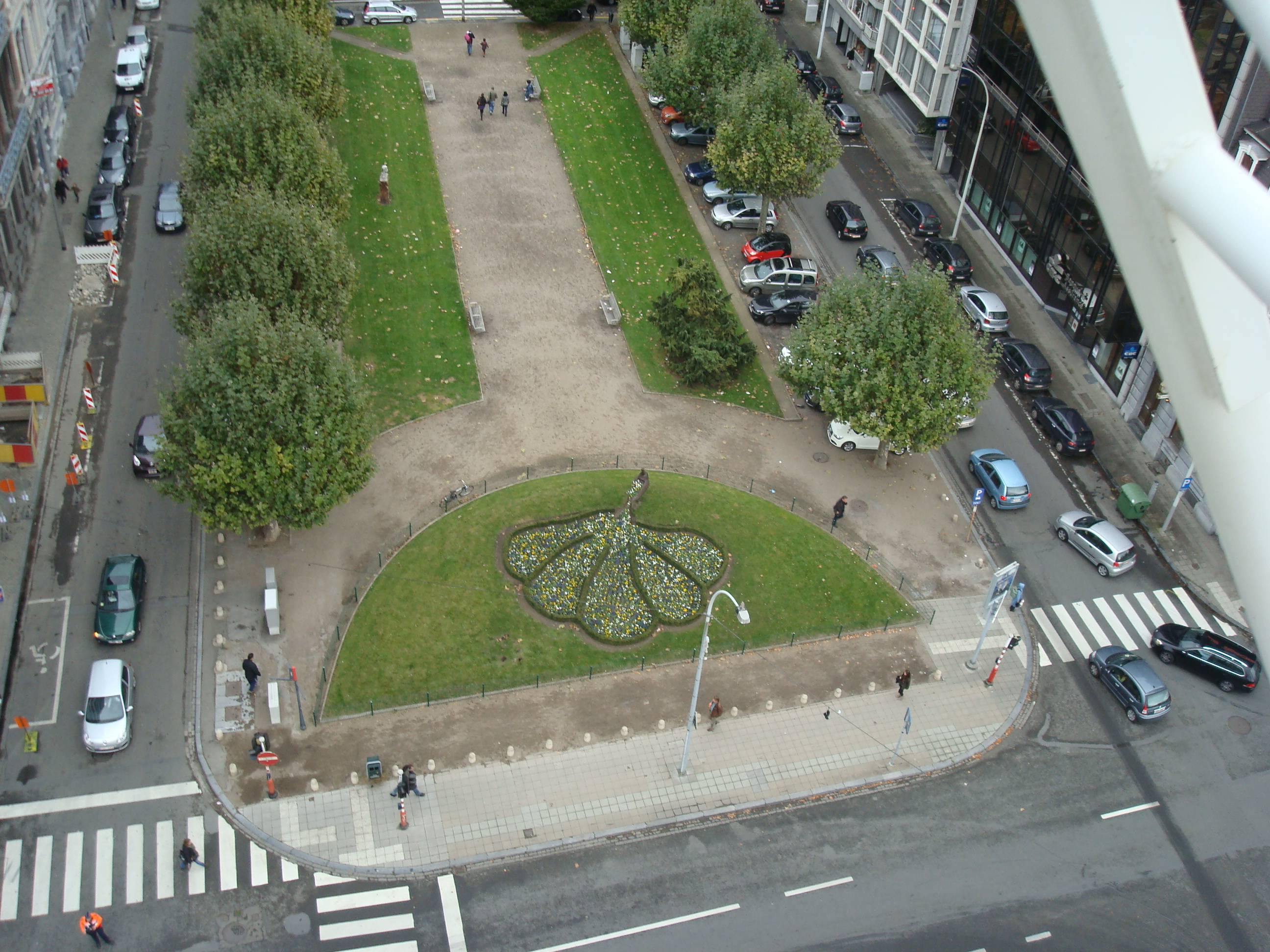
L'entrée du boulevard est agrémentée d'un parterre fleuri formant le dessin de la queue d'un paon

Le boulevard Piercot abrite plusieurs bustes de musiciens et compositeurs liégeois,.
- Buste de Louis Poulet (1912-1980), sculpteur R. de Jonckheere (1857-1927).
- Médaille commémorative, sculpteur Ernest Stroobants (1909-1969).
- Buste de César Thomson, sculpteur Louis Dupont.
- Monument à Eugène Ysaÿe, sculpteur Louis Dupont, 1947.
- Monument à Hector Clockers (1901-1965), sculpteur Marceau Gillard (1904-1987), 1978.
- Monument à Henri Koch et son fils Emmanuel Koch, buste de Henri Koch sculpté par Jacques de Biolley (1911-), 1972.

À l'entrée du boulevard, un paon en ferronnerie déploie sa queue en parterre fleuri.